# Francesco Borgongini-Duca
Francesco Borgongini-Duca, né le 26 février 1884 à Rome et mort le 4 octobre 1954 au même lieu, est un cardinal italien de l'Église catholique du XXe siècle, nommé par le pape Pie XII.

## Biographie
Francesco Borgongini-Duca  étudie à Rome. Après son ordination, il est professeur au séminaire de Rome et à l'athénée De Propaganda Fide à Rome et exerce des fonctions au sein de la Curie romaine, notamment à la Congrégation pour les affaires ecclésiastiques extraordinaires. Il est élu archevêque titulaire d'Héraclée-en-Europe (de) et nommé nonce apostolique en Italie (en) en 1929. Il est aussi administrateur pontifical de la basilique de S. Paolo fuori le mura à Rome et de la basilique de Notre-Dame de Loreto.
Le pape Pie XII le crée cardinal lors du consistoire du 12 janvier 1953.

## Succession apostolique
Francesco Borgongini-Duca a ordonné les évêques suivants :
- Archevêque Gaetano Malchiodi (it) (1935)